# Kubschütz
Kubschütz (szorb nyelven Kubšicy) település Németországban, azon belül Szászország tartományban. Lakosainak száma 2490 fő (2023. december 31.). Kubschütz Bautzen, Malschwitz, Weißenberg, Hochkirch, Cunewalde és Großpostwitz/O.L. községekkel határos.

## Népesség
A település népességének változása:
| Lakosok száma | 2571 | 2554 | 2499 | 2515 | 2490 |
|               | 2017 | 2019 | 2021 | 2022 | 2023 |